# Palinustus
Palinustus is een geslacht van kreeftachtigen uit de familie van de Palinuridae.

## Soorten
- Palinustus holthuisi Chan & Yu, 1995
- Palinustus mossambicus Barnard, 1926
- Palinustus truncatus A. Milne-Edwards, 1880
- Palinustus unicornutus Berry, 1979
- Palinustus waguensis Kubo, 1963